# 피오트르 모블리크
피오트르 모블리크(폴란드어: Piotr Mowlik, 1951년 4월 21일, 실롱스크 주 리브니크 ~)는 폴란드의 전직 프로 축구 선수로, 현역 시절 골키퍼로 활약했다.

## 클럽 경력
1965년, 모블리크는 오제포비체 유소년부에서 축구를 시작했다. 1966년, 그는 리브니크와 프로 계약을 체결해 1970년까지 이 곳에서 활약했다. 그 해에 그는 우니아 라치부시를 잠시 거쳤다. 1971년, 그는 레기아 바르샤바에 입단해 131번의 경기에 출전했다. 그는 1977년에 레흐 포즈난으로 이적했다. 1983년, 그는 미국으로 건너가 메이저 인도어 사커 리그의 피츠버그 스피릿에입단했다. 1985-86 시즌, 그는 주전 데이비드 브르치치의 후보 선수로 1번의 경기에 출전하는데 그쳤다. 1986년 3월 1일, 스피릿은 타코마 스타즈로 그를 이적시켰고, 나흘 후에 타코마 신고식을 치렀다.

## 국가대표팀 경력
그는 폴란드 국가대표팀 경기에 21번 출전했고, 3위에 입상한 1982년 월드컵에 참가했고, 1976년 하계 올림픽에도 참가해 은메달을 목에 걸었다.

## 경력 통계

### 국가대표팀
| 국가대표팀 | 연도 | 출장 | 실점 | 무실점 |
| ---------- | ---- | ---- | ---- | ------ |
| 폴란드     | 1974 | 1    | 0    | 1      |
| 폴란드     | 1975 | 1    | 1    | 0      |
| 폴란드     | 1976 | 2    | 1    | 1      |
| 폴란드     | 1977 | 0    | 0    | 0      |
| 폴란드     | 1978 | 0    | 0    | 0      |
| 폴란드     | 1979 | 1    | 0    | 1      |
| 폴란드     | 1980 | 13   | 12   | 5      |
| 폴란드     | 1981 | 3    | 2    | 2      |
| 합계       | 합계 | 21   | 16   | 10     |

## 사생활
그의 아들 마리우시 모블리크과 조카인 다비드 토폴스키도 축구 선수이다.

## 수상
레기아 바르샤바
- 푸하르 폴스키: 1972–73

레흐 포즈난
- 엑스트라클라사: 1982–83
- 푸하르 폴스키: 1981–82

개인
- 레흐 포즈난 역대 최고의 선수단[4]